# جفری جلیکو
جفری جلیکو (به انگلیسی: Sir Geoffrey Jellicoe) متولد ۱۹۰۰ در لندن، معمار انگلیسی است.

## زندگی‌نامه
ژلیکو در چلسی، لندن متولد شد. او در سال ۱۹۱۹ در انجمن معماری لندن تحصیل کرد و در سال ۱۹۲۳ جایزه BSR معماری بریتانیا را به دست آورد، که باعث شد نخستین کتاب خود را در مورد باغهای ایتالیایی رنسانس بنویسد.
در سال ۱۹۲۹ به عضویت مؤسسه منظر درآمد و از ۱۹۳۹ تا ۱۹۴۹ رئیس آن مؤسسه شد. در سال ۱۹۴۸، رئیس فدراسیون بین‌المللی معماران منظر (IFLA) شد. همچنین بین سال‌های ۱۹۵۴ تا ۱۹۶۸ عضو کمیته هنر سلطنتی به‌شمار می‌آمد.
ژلیکو بین سال‌های ۱۹۷۹–۱۹۸۹ در دانشگاه گرینویچ تدریس می‌کرد. او همواره یک مدرس و منتقد بود.
در تاریخ ۱۱ ژوئیه ۱۹۳۶ با سوزان پَرِس که دختر برنارد پرس (تاریخ‌شناس مطرح روسی) ازدواج کرد.

## کتاب‌ها
- باغ‌های ایتالیایی رونسانس
- باغ‌های باروک اتریش
- تئاتر یادبود شکسپیر
- دکوراسیون باغ و تزئینات برای خانه‌های کوچک
- باغهای اروپا
- مطالعات در طراحی منظر
- طرح منظر برای سَرک
- منظر انسان
- چشم‌انداز تمدن
- باغ و طراحی باغهای اروپا